# Ałła Bajanowa

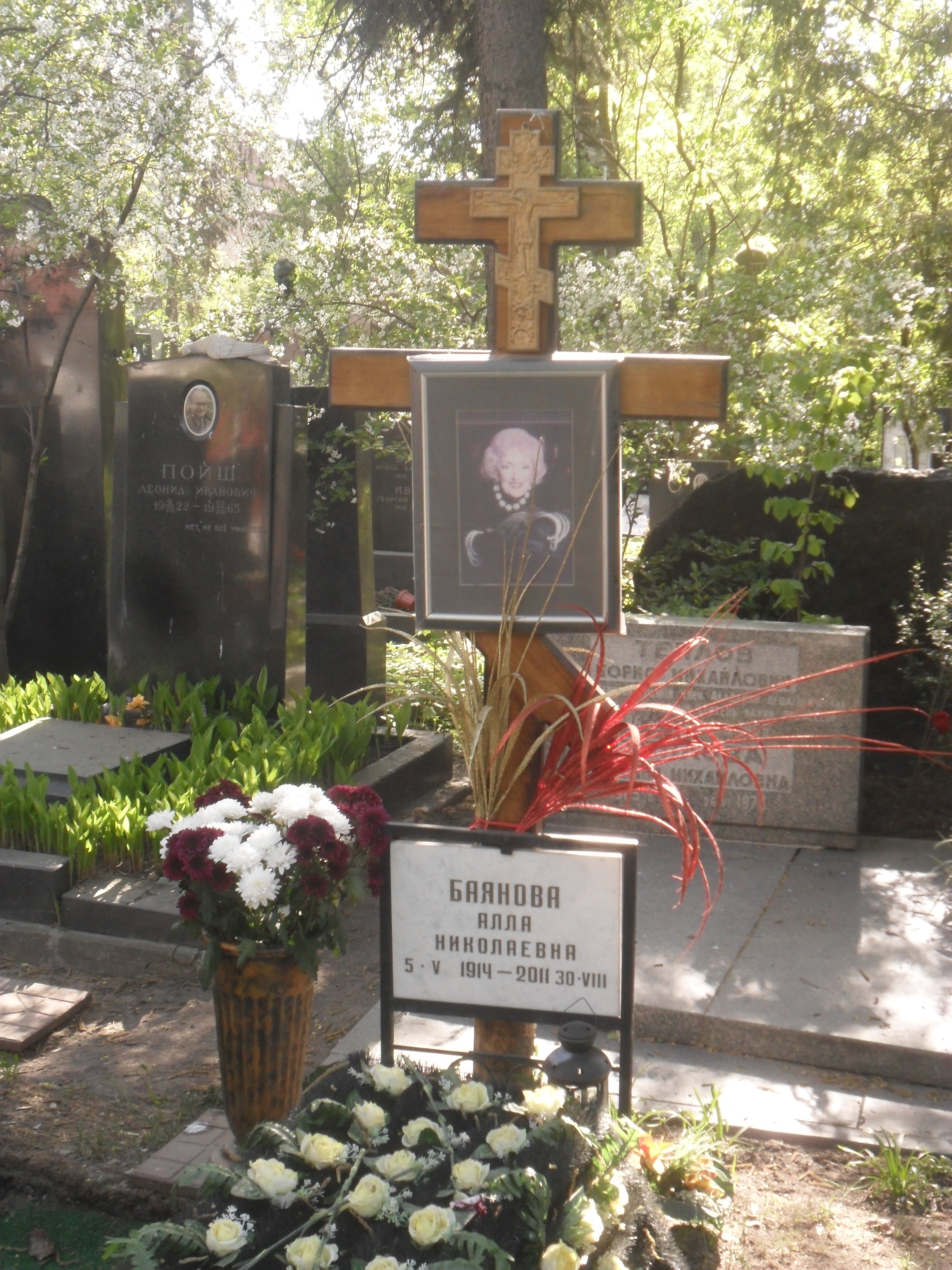
Grób Ałły Bajanowej na Cmentarzu Nowodziewiczym w Moskwie

Ałła Bajanowa (ros. Алла Николаевна Баянова, Ałła Nikołajewna Bajanowa; ur. 18 maja 1914, zm. 30 sierpnia 2011) – radziecka i rosyjska piosenkarka, wykonawczyni rosyjskich pieśni i romansów. Przyznano jej następujące honorowe tytuły: Zasłużony Artysta Federacji Rosyjskiej (1993), Ludowy Artysta Federacji Rosyjskiej (1999).
Pochowana na Cmentarzu Nowodziewiczym w Moskwie.

## Nagrody i odznaczenia
- 1993: Zasłużony Artysta Federacji Rosyjskiej[2];
- 1999: Ludowy Artysta Federacji Rosyjskiej[3].

## Galeria

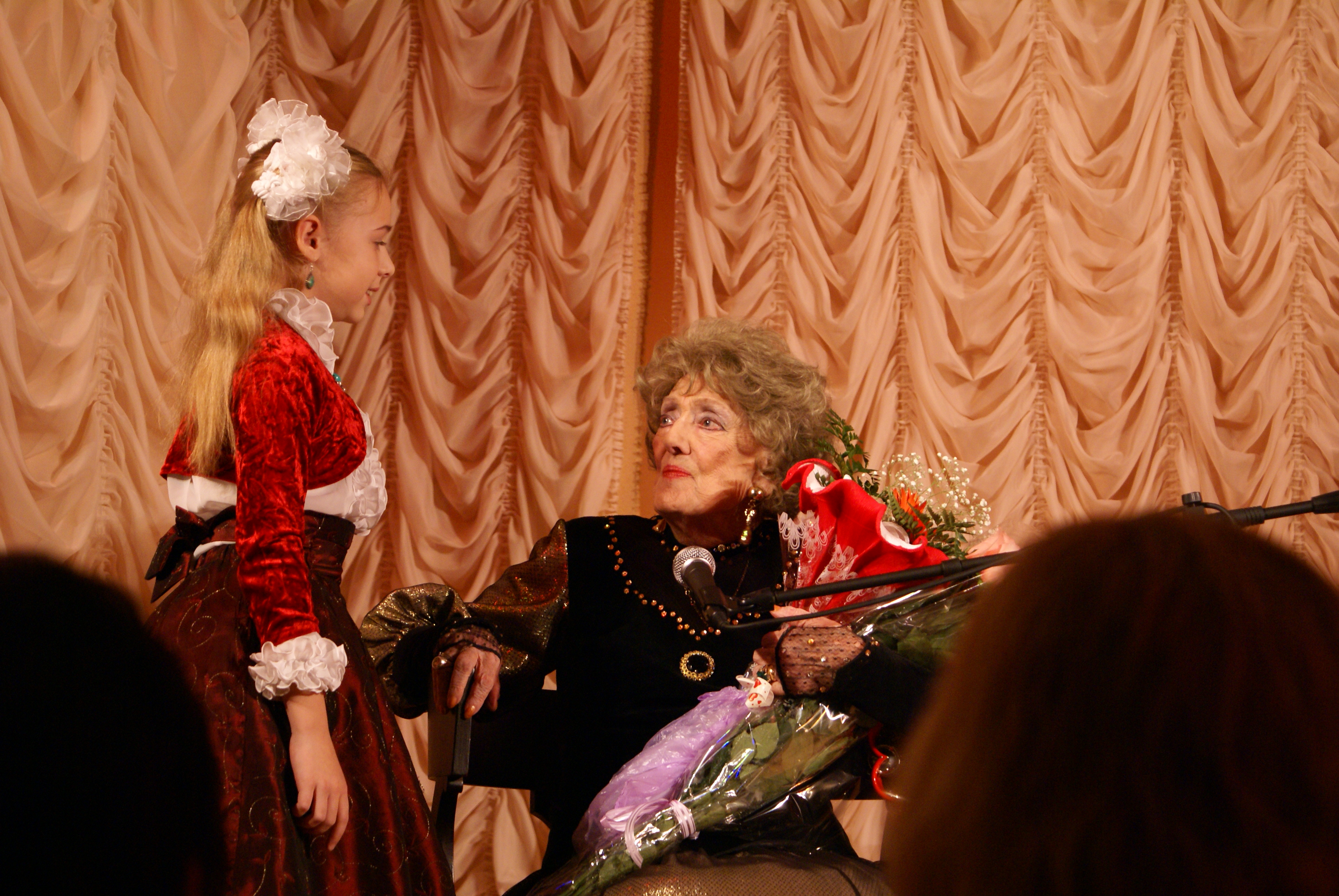
Ałła Bajanowa, 2007
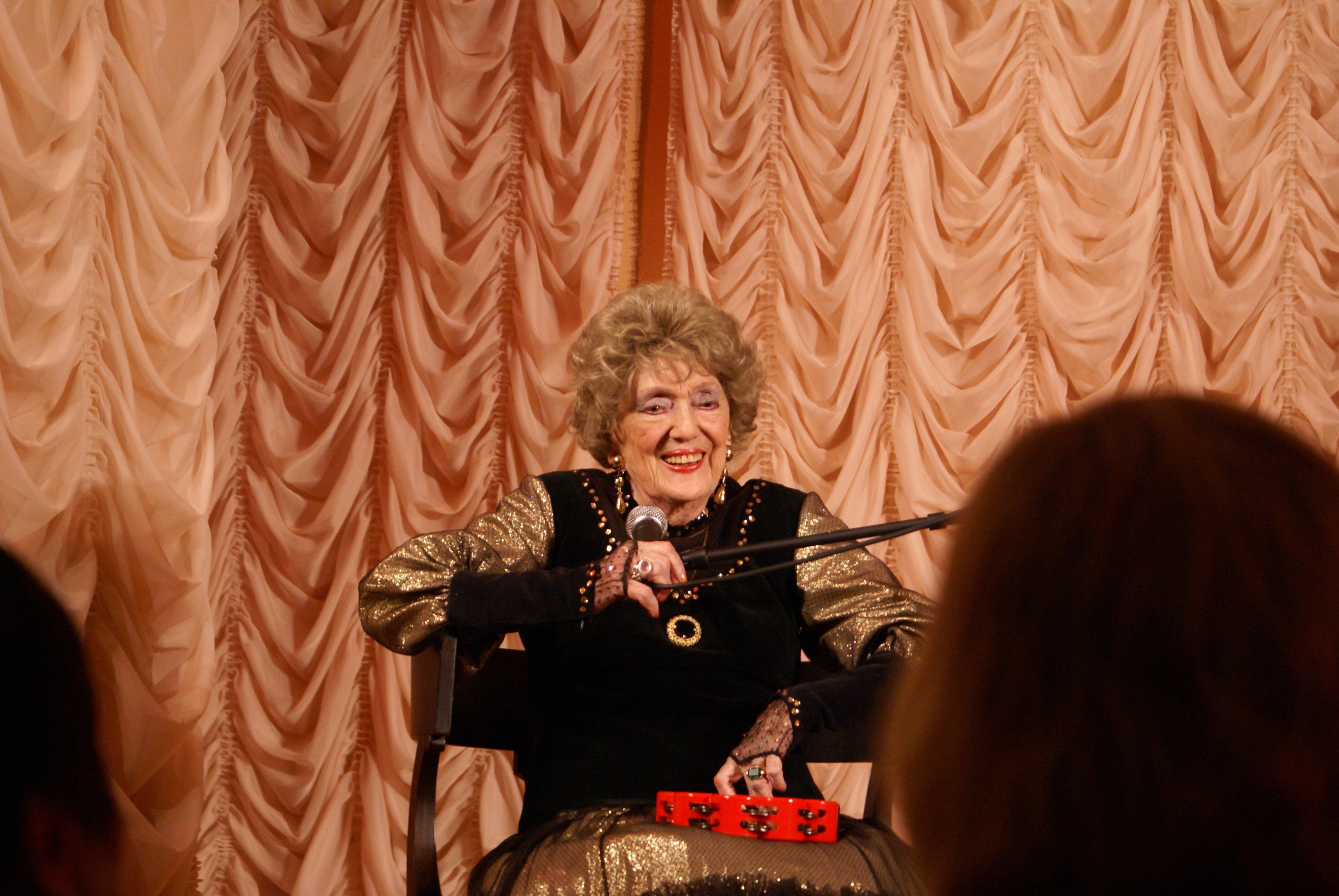
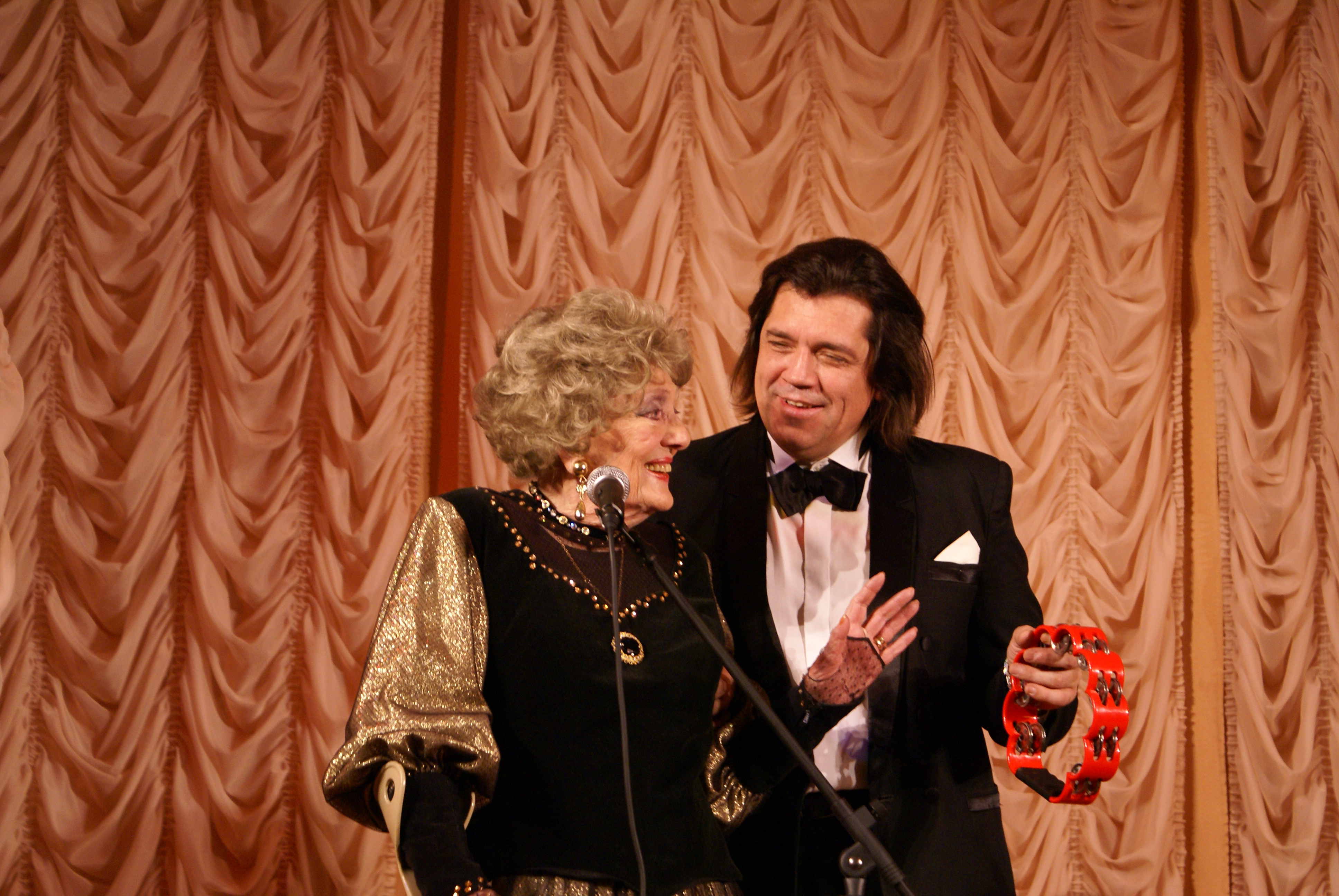
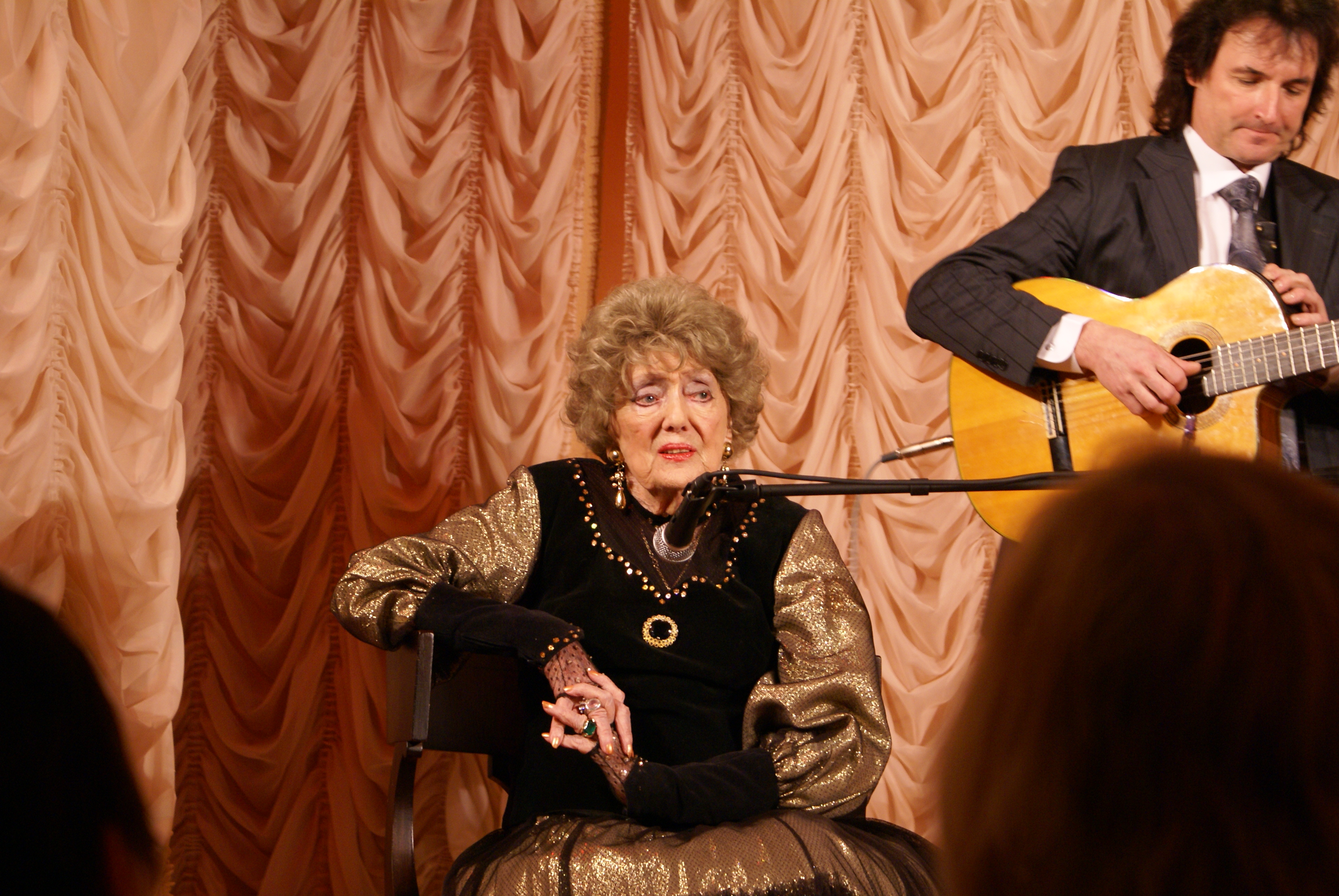
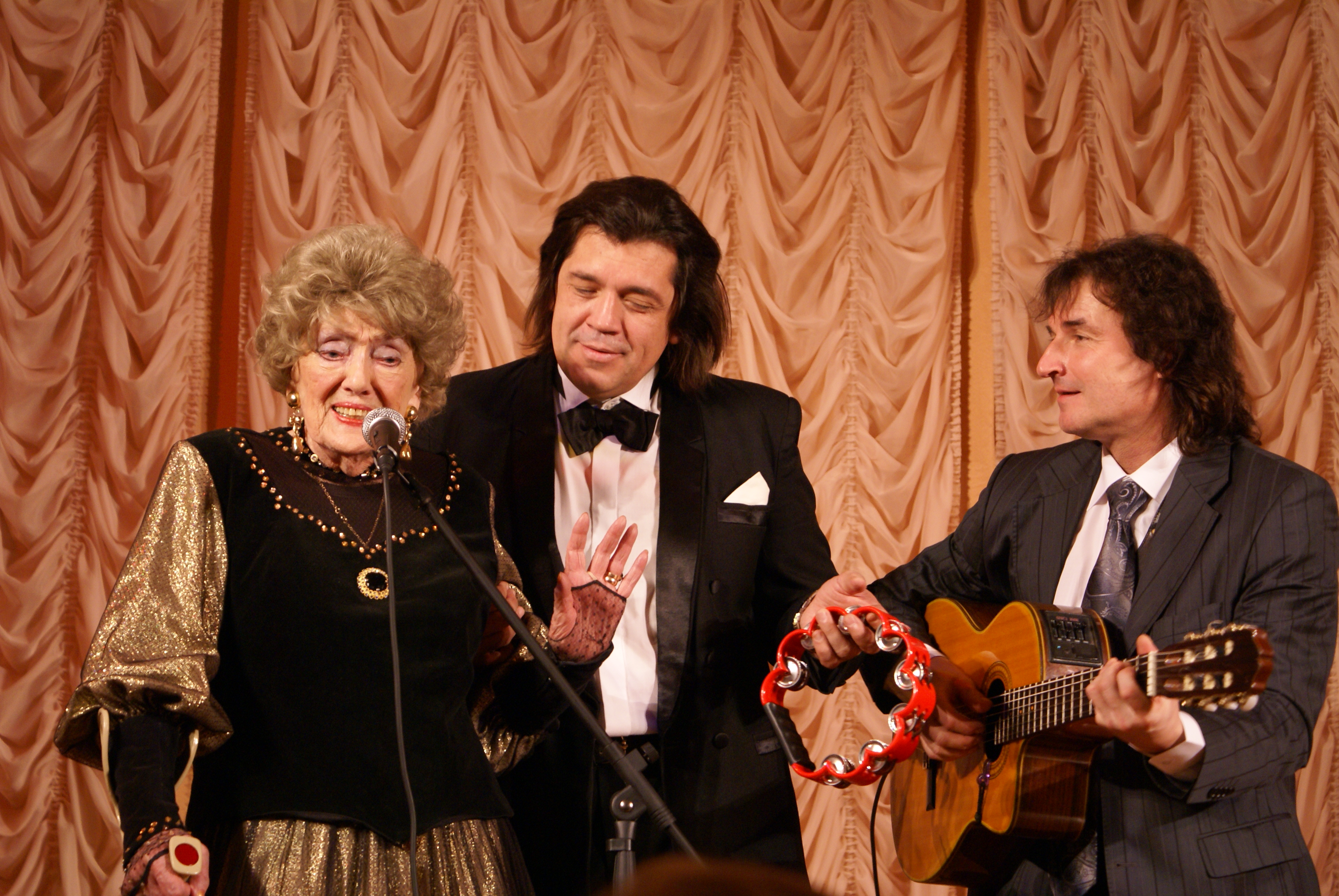